# Пистауэр, Элизабет
Элизабет Пистауэр (нем. Elisabeth Pistauer, 11 апреля 1955, Вена, Австрия) — австрийская хоккеистка (хоккей на траве), полевой игрок.

## Биография
Элизабет Пистауэр родилась 11 апреля 1955 года в Вене.
Играла в хоккей на траве за «Арминен» из Вены.
В 1980 году вошла в состав женской сборной Австрии по хоккею на траве на летних Олимпийских играх в Москве, занявшей 5-е место. Играла в поле, провела 5 матчей, забила 1 мяч в ворота сборной СССР.